# Corrida com carros esportivos

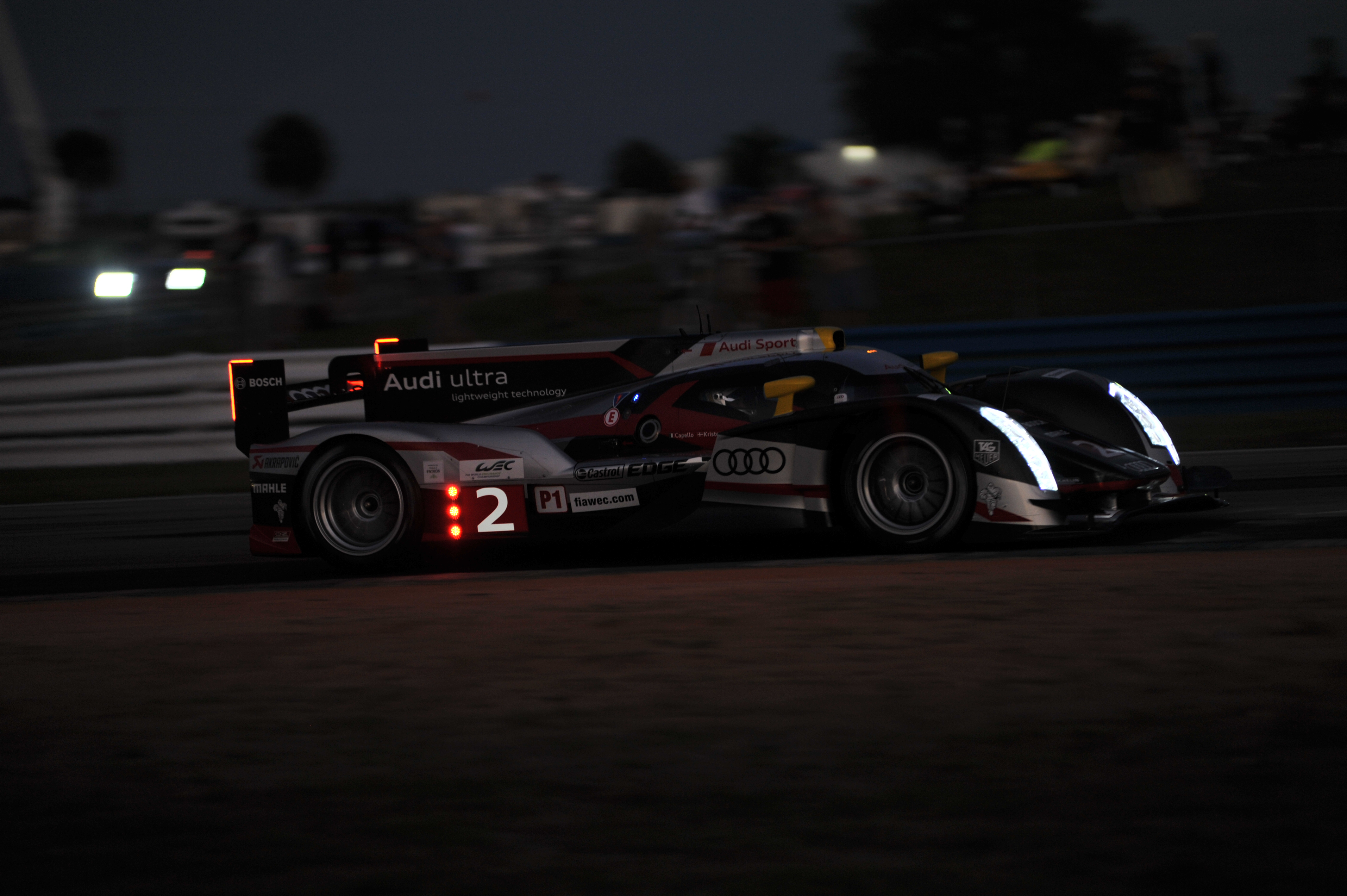
Um Audi R18 numa
corrida de carros esporte.

Corrida de carros esporte é um tipo de competição de automobilismo na qual participam carros esporte que tenham dois lugares e rodas cobertas. Eles podem ser baseados em carros de produção ou ser construídos especificamente para competição.
São muitas as variantes de modelos de carros esporte nesse tipo de competição. Os que têm obtido maior repercussão e popularidade são os do tipo GT (gran turismo), e seus subgrupos: GT1, GT2, GT3 e GT4.